# 厄尼·班克斯
恩斯特·班克斯（英語：Ernest Banks，1931年1月31日—2015年1月23日），暱稱厄尼·班克斯（Ernie Banks），生於美國德克薩斯州達拉斯，前美國職棒球員，職棒生涯都效力於美國大聯盟芝加哥小熊，被球迷稱為小熊先生（Mr. Cub）、陽光先生（Mr. Sunshine）。生涯出賽19年個球季，打擊率2成74，揮出512發全壘打與1636分打點，曾11度入選國家聯盟全明星賽，兩度獲得國家聯盟MVP，被認為是當代最偉大的球員之一。在1977年入選美國棒球名人堂。
他是芝加哥小熊第一位非洲裔美國人球員，背號14號。2013年，獲得美國總統歐巴馬頒布的自由勳章。

## 生平與職業生涯
班克斯小時候並未將棒球當作終身志業，高中時同時從事田徑、籃球、足球等各項運動，但後來因受到打過職業棒球的父親感召才投入棒球。高中畢業後加入黑人聯盟的堪薩斯帝王隊，過了幾年後，被告知有機會加入大聯盟球隊，當時種族藩籬剛解除沒多久，大聯盟有色球員並不多，班克斯最終被芝加哥小熊選中，並於1953年9月17日登錄為先發球員，於隔一年開始了新人球季，並寫下連續出賽場次達423場的驚人紀錄。
以班克斯身長6呎1吋、180磅的體型，看似瘦弱，卻有驚人的揮棒力量與速度，1958年更以游擊手的身分擊出47轟，外帶129分打點、3成13打擊率榮獲生涯第一座國聯MVP，隔年更以143分打點締造1937年以來的打點紀錄，順利連莊MVP。游擊手本分是守備，在班克斯之前游擊手能有如此打擊火力的屈指可數，班克斯生性樂天、笑口常開，很得媒體緣，運動記者如此形容他：「他樂在生活，而棒球讓他更加討人歡心。」對於班克斯來說唯一的遺憾是未能在生涯內獲得冠軍戒指，
小熊隊在1969年有希望問鼎季後賽，但卻在關鍵的九月崩盤，被超級大黑馬紐約大都會隊給超車，該年班克斯繳出108分打點的成績，卻仍無力將球隊帶進季後賽。1970年5月12日班克斯轟出生涯第500支全壘打，隔年便宣布退休。
他不以待在弱隊為仵，反而樂在其中，生涯共為小熊隊效力19年，1977年班克斯以83.81%的得票率進入美國國家棒球名人堂暨博物館，退休後仍時常出現在小熊隊主場瑞格里球場，帶領球迷唱歌。
他曾說過：「棒球是人生。他需要你勞心勞力灌溉，它為人們帶來無比歡愉，為追隨比賽的球迷們創造美好難忘的回憶，棒球就像大家庭，像好朋友，它是趣味的遊戲，是精彩的過程。棒球就是那麼神奇。」可惜的是班克斯於2015年去世，無緣親眼見證小熊隊於2016年世界大賽奪冠破除魔咒。